# Odd
Odd är ett fornnordiskt mansnamn som betyder udd eller spets. Den isländska formen av namnet är Oddur.
Den 31 december 2014 fanns det 1 325 män med namnet Odd i Sverige, varav 726 hade det som tilltalsnamn. I Norge är det det elfte vanligaste mansnamnet. 
Namnsdag: Saknas. Mellan 1986 och 1993 kunde namnet firas den 16 december, 1993 flyttades namnsdagen till 14 juli, men försvann ur almanackan 2001.

## Kända personer med namnet Odd
- Odd Breidfjording, isländsk 900-tals skald.
- Odd Engström, svensk politiker (S), f.d. statsråd
- Odd-Bjørn Hjelmeset, norsk längdskidåkare
- Odd Børre, norsk schlagerartist känd för "Stress" i Eurovision Song Contest 1968
- Odd Roger Enoksen, norsk politiker (Sp)
- Odd Martinsen, norsk längdskidåkare
- Odd Nerdrum, norsk konstnär
- Odd Nordstoga, norsk musiker
- Odd Snorrason, isländsk munk och skribent vid Tingöre kloster
- Oddur Einarsson, isländsk biskop